# Soleil des hyènes
Soleil des hyènes (àrab: شمس الضباع, Xams aḍ-Ḍibāʿ) és una pel·lícula tunisiana dirigida per Ridha Béhi, estrenada el 1977. Fou el primer llargmetratge del director i va ser seleccionat a la Quinzena de Realitzadors del 30è Festival Internacional de Cinema de Canes.

## Sinopsi
En un petit poble de pescadors tunisians que viu en autarquia, els promotors immobiliaris alemanys estan instal·lant una infraestructura hotelera, amb l'ajut dels consellers locals. La vida dels vilatans es capgira.

## Temàtica
Ridha Béhi critica el paper dels espectadors no desitjats i esbirros en un entorn turístic que els és inaccessible a casa al qual es redueixen els habitants del poble on es construeixen els hotels. La seva pel·lícula mostra la marginació de l'economia local, amb la disminució dels efectes positius sobre l'ocupació creats per les construccions, amb prou feines esbossats. Tanmateix, no es tracta de criticar el desenvolupament turístic del país, sinó de qüestionar les autoritats sobre els seus fracassos. Prohibit de rodar a Tunísia, Béhi va haver de fer la seva pel·lícula al Marroc.

## Repartiment
- Mahmoud Morsy (Lamine)
- Hélène Catzaras (Mariem)
- Ahmed Snoussi (Tahar)
- Madiha Kamel
- Kamel Chennaoui
- Larbi Doghmi (Ibrahim Haj)
- Tewfik Guiga (Slim)

## Premis
La pel·lícula fou seleccionada a la Quinzena de Cineastes del 30è Festival Internacional de Cinema de Canes. El 1979 va obtenir el Gran Premi del Festival de Damasc i el Prix de la Vérité al 6è Fespaco.